# マダム・マーマレードの異常な謎
『ナゾトキネマ マダム・マーマレードの異常な謎』（ナゾトキネマ マダム・マーマレードのいじょうななぞ）は、2013年10月25日（出題編）、11月22日（解答編）公開の日本の映画。『リアル脱出ゲーム』の映画化。観客参加型の謎解き映画。出題編の入場時に解答用紙が配られ、短編終了時に3分（2回）のシンキングタイムがあり、本編終了後10分以内に出口のBOXに投函するスタイル。正解者は解答編のエンドロールにて名前が流れる（先着500名）。

## ストーリー
病を患っていた映画界の巨匠・藤堂俊之介は死の直前「短編映画3本に秘密がある。ナゾを解く鍵は最初の言葉」と言い残す。その後、自身も死が迫った藤堂の妻は、マダム・マーマレードに夫の遺言の謎を解いてほしいと依頼する。

## 主題歌
Death Disco
SEKAI NO OWARIの楽曲

## 出演者
- 本編キャスト
  - マダム・マーマレード - 川口春奈
  - マダム・バルサミコ - 高畑淳子
  - 田中 - 山崎一
  - 藤堂俊一 - 池田成志
  - 藤堂俊二 - オクイシュージ
  - 藤堂良枝 - 井口恭子
  - 藤堂俊之介 - 若松武史
  - 斉藤 - 並樹史朗
- 短編映画「つむじ風」（監督：上田大樹　脚本：堀田延）
  - 杉咲花
  - 山本舞香
  - 広山詞葉
  - 池谷のぶえ
  - 安藤玉恵
  - 加藤和樹
- 短編映画「鏡」（監督・脚本：鶴田法男）
  - 中越典子
  - 須賀貴匡
  - 野中隆光
- 短編映画「やまわろわ」（監督・脚本：中村義洋）
  - 江口のりこ
  - 柳町夏花
  - 原舞歌
  - 蟹江一平
  - 中村隆天
  - 森康子

## スタッフ
- 企画・原案： 加藤隆生
- 脚本： 堀田延/中村義洋/鶴田法男
- 監督： 中村義洋/鶴田法男/上田大樹